# Disocactus aurantiacus
Disocactus aurantiacus, vrsta kaktusa iz Hondurasa i Nikaragve

## O uzgoju
- Drugi nazivi:  Heliocereus aurantiacus
- Porodica:  Cactaceae
- Preporučena temperatura:  Noć: 10-12°C
- Tolerancija hladnoće:  držati ga iznad 10°C
- Minimalna temperatura:  15°C
- Izloženost suncu:  treba biti na svjetlu

## Sinonimi
- Disocactus speciosus subsp. aurantiacus (Kimnach) Ralf Bauer
- Heliocereus aurantiacus Kimnach